# Тургай (Акмолинская область)
Турга́й (каз. Торғай) — село в Ерейментауском районе Акмолинской области Казахстана. Административный центр Тургайского сельского округа. Код КАТО — 114659100.

## География
Село расположено в южной части района, на расстоянии примерно 29 километров (по прямой) к северо-западу от административного центра района — города Ерейментау.
Абсолютная высота — 280 метров над уровнем моря.
Климат холодно-умеренный, с хорошей влажностью. Среднегодовая температура воздуха положительная и составляет около +3,9°С. Среднемесячная температура воздуха в июле достигает +20,2°С. Среднемесячная температура января составляет около -15,0°С. Среднегодовое количество осадков составляет около 410 мм. Основная часть осадков выпадает в период с июня по август.
Ближайшие населённые пункты: станция Тургай — на юго-западе, Нижний Торгай — на северо-западе.
Через село проходит автодорога областного значения — Р-6 «Макинск — Аксу — Торгай», западнее — железная дорога «Заозёрное — Ерейментау».

## История
14 декабря 1940 года Тургай получил статус рабочего посёлка.

## Население
В 1989 году население села составляло 2060 человек (из них казахи — 51 %, русские — 25 %).
В 1999 году население села составляло 1597 человек (747 мужчин и 850 женщин). По данным переписи 2009 года в селе проживали 1224 человека (624 мужчины и 600 женщин).
| Численность населения | Численность населения | Численность населения |
| 1989                  | 1999                  | 2009                  |
| --------------------- | --------------------- | --------------------- |
| 2060                  | ↘1597                 | ↘1224                 |

## Известные уроженцы, жители
Абдуллина, Мануар Асеткызы  актриса, заслуженная артистка Казахстана (1955).

## Улицы[7]
- ул. Адилет
- ул. Акбулак
- ул. Александра Германа
- ул. Бейбитшилик
- ул. Доненколь
- ул. им. Альжанова Капеза
- ул. им. Жанибекова Курмаша
- ул. Мадениет
- ул. Сакена Сейфуллина
- ул. Темиржолшылар
- ул. Юрия Гагарина